# 블루존 캐니언
블루존 캐니언(Bluejohn Canyon)은 미국 유타주 동부 웨인군에 있는 슬롯 캐니언이다. 이 협곡은 캐니언랜즈 국립공원의 홀슈 캐니언 구역 경계 바로 남쪽에 있는 BLM 토지에 있다.

## 설명
블루존 캐니언은 아마도 19세기에 이 지역에서 훔친 말을 보관했다고 알려진 존 그리피스라는 무법자의 이름을 따서 명명된 것으로 보인다. 그는 한쪽 눈은 파란색이고 다른 쪽 눈은 갈색이었으며 "블루 존"이라는 별명으로 알려졌다.
종종 캐니언랜즈 국립공원 내에 있다고 오해되지만, 블루존 캐니언은 실제로는 공원의 홀슈 캐니언 구역 남서쪽 BLM 토지에 있으며, 그린리버 마을에서 남쪽으로 42 마일 (68 km) 떨어져 있다. 약 11 마일 (18 km) 길이의 협곡 주류는 로버스 루스트 플랫에서 북북동 방향으로 흐르며, 홀슈 캐니언의 지류이다. 주류에는 또한 여러 지류 협곡이 있다. 블루존 캐니언의 전체 길이를 횡단하려면 기술적인 캐니어닝 기술과 장비가 필요하다.
블루존 캐니언은 2003년 아웃도어 전문가 애런 랠스턴이 바위에 팔이 끼어 멀티툴로 자신의 오른팔뚝을 절단할 수밖에 없었던 장소로 국제적인 주목을 받았다. 랠스턴의 닷새간의 시련은 그의 자서전 바위와 힘든 곳 사이에서에 묘사되었으며, 2010년 영화 127 시간으로 각색되었다.

## 같이 보기
- 유타주의 협곡 목록